# Colombier-le-Jeune
Colombier-le-Jeune – miejscowość i gmina we Francji, w regionie Owernia-Rodan-Alpy, w departamencie Ardèche.
Według danych na rok 1990 gminę zamieszkiwały 522 osoby, a gęstość zaludnienia wynosiła 34 osób/km² (wśród 2880 gmin regionu Rodan-Alpy Colombier-le-Jeune plasuje się na 1126. miejscu pod względem liczby ludności, natomiast pod względem powierzchni na miejscu 750.).